# Тексаска милиција
Teксаска милиција је била милицијска снага Тексаских колонијалиста у мексичкој држави Coahuila y Tejas од 1823. до 1835. and the inaugurate force of the Тексаске војске. Успостављена је од стране Стивена Аустина 5. августа 1823. за одбрану Старих Три Стотине колонијалиста против Каранкава, Команчи, и Чироки племена; између осталих. Најзабиљеженија јединица, Тексашки ренџери, остали су у сталној служби војске до 1935.
Тексаска милиција подстакла је Тексаску револуцију у бици код Веласка и постала легендарна у бици код Гонзалеса која је означила прелазак у тексаску војску и тексаску морнарицу. Њигова легенда се наставила и у бици код Аламоа као једина сила за помоћ која је одговорила писму. тексаска милиција чинила је 22% припадника тексаске војске који су се борили до битке код Сан Јацинта, помажући тексаској влади да избори независност од Централистичке Републике Мексико 14. маја 1836. на основу Веласко споразума.